# خمیس العویران
خمیس الدوسری (عربی: خمیس العویران الدوسري)؛ زادهٔ ۸ سپتامبر ۱۹۷۳ – درگذشته ۷ ژانویه ۲۰۲۰) یک بازیکن فوتبال اهل عربستان سعودی بود.
وی همچنین در تیم ملی فوتبال عربستان سعودی بازی کرده‌است.